# В'яззя (Дновський район)
В'яззя (рос. Вязье) — присілок в Дновському районі Псковської області Російської Федерації.
Населення становить 11 осіб. Входить до складу муніципального утворення Іскровська волость.

## Історія
Від 2015 року входить до складу муніципального утворення Іскровська волость.

## Населення
| 2001 | 2002 | 2010 |
| ---- | ---- | ---- |
| 16   | ↘14  | ↘11  |